# Chiesa di San Vittore (Bra)
La chiesa di San Vittore  è la parrocchiale di  Pollenzo, frazione di Bra, provincia di Cuneo, in Piemonte. Appartiene alla diocesi di Alba, e risale al 1847.